# Athletic Club Bongoville
El AC Bongoville es un equipo de fútbol profesional gabonés que actualmente juega en la Tercera División de Gabón, la segunda liga más importante del país.

## Biografía
Fue fundado en el año 1919 en la ciudad de Bongoville en Gabón, y forma parte de la Primera División de Gabón. Tras ser renombrado el Racing Club de Masuku y cambiado de ciudad al actual AC Bongoville, disputaron la Primera División de Gabón. En la temporada 2012/2013 quedaron en novena posición. En la temporada siguiente, ocupaban la undécima posición antes de que los clubes que formaban la liga la suspendieran debido a que no tenía apoyo económico por parte del gobierno.